# Kryptopterus
Kryptopterus è un genere di pesci d'acqua dolce, appartenenti alla famiglia Siluridae.

## Etimologia
Il nome scientifico deriva dall'unione delle parole greche kryptos, nascosto + pteros, ala.

## Distribuzione e habitat
Queste specie sono originarie delle acque dolci del Sudest Asiatico, soprattutto nei bacini idrografici dei fiumi Chao Phraya e Mekong: Borneo, Indonesia, Thailandia, Malaysia.

## Descrizione
Le dimensioni variano dai 6,5 cm di Kryptopterus minor ai 35 cm di Kryptopterus cheveyi.

## Specie
Al genere sono ascritte 18 specie:	
- Kryptopterus baramensis
- Kryptopterus bicirrhis
- Kryptopterus cheveyi
- Kryptopterus cryptopterus
- Kryptopterus dissitus
- Kryptopterus geminus
- Kryptopterus hesperius
- Kryptopterus lais
- Kryptopterus limpok
- Kryptopterus lumholtzi
- Kryptopterus macrocephalus
- Kryptopterus minor
- Kryptopterus mononema
- Kryptopterus palembangensis
- Kryptopterus paraschilbeides
- Kryptopterus piperatus
- Kryptopterus sabanus
- Kryptopterus schilbeides